# 马克特雷滕巴赫
马克特雷滕巴赫是德国巴伐利亚州的一个市镇。总面积51.49平方公里，总人口3635人，其中男性1827人，女性1808人（2011年12月31日），人口密度71人/平方公里。